# Hamelin (Mancha)
Hamelin é uma comuna francesa na região administrativa da Normandia, no departamento Mancha. Estende-se por uma área de 2,44 km². Em 2010 a comuna tinha 90 habitantes (densidade: 36,9 hab./km²).